# Viviers-lès-Montagnes
Viviers-lès-Montagnes – miejscowość i gmina we Francji, w regionie Oksytania, w departamencie Tarn.
Według danych na rok 1990 gminę zamieszkiwały 1473 osoby, a gęstość zaludnienia wynosiła 82 osób/km² (wśród 3020 gmin regionu Midi-Pireneje Viviers-lès-Montagnes plasuje się na 242. miejscu pod względem liczby ludności, natomiast pod względem powierzchni na miejscu 633.).